# Municipio de Santo Domingo Petapa
El municipio de Santo Domingo Petapa es uno de los 570 municipios en que se encuentra dividido el estado mexicano de Oaxaca. Se encuentra ubicado en el istmo de Tehuantepec y su cabecera es la población del mismo nombre.

## Geografía
El municipio de Santo Domingo Petapa se encuentra ubicado en el este del estado de Oaxaca. Forma parte del distrito de Juchitán y de la región Istmo. Tiene una extensión territorial de 340.799 kilómetros cuadrados que representan el 0.36% de la extensión total del estado. sus coordenadas geográficas extremas son 16° 42' - 17° 00' de latitud norte y 95| 07' - 95° 20' de longitud oeste; la altitud va de un mínimo de 200 a un máximo de 1 600 metros sobre el nivel del mar.
El territorio limita al noroeste con el municipio de San Juan Mazatlán, al norte con el municipio de San Juan Guichicovi, al este on el municipio de Santa María Petapa y el municipio de El Barrio de la Soledad, al sur con el municipio de Santo Domingo Chihuitán y al suroeste con el municipio de Santiago Laollaga, y finalmente al oeste con el municipio de Santa María Guienagati.

## Demografía
El municipio de Santo Domingo Petapa, de acuerdo con los resultados del Censo de Población y Vivienda llevado a cabo en 2010 por el Instituto Nacional de Estadística y Geografía, tiene una población total de 9 027 personas, de las que 4 502 son hombres y 4 525 son mujeres.

La densidad de población asciende a un total de 24.63 personas por kilómetro cuadrado.

### Localidades
El municipio incluye en su territorio un total de 19 localidades. Las principales, considerando su población del censo de 2020, son:
| Localidad              | Población (2020) |
| ---------------------- | ---------------- |
| Santo Domingo Petapa   | 5 856            |
| San Isidro Platanillo  | 980              |
| La Maceta              | 403              |
| Río del Sol            | 339              |
| Santa Cruz Chahuitepec | 288              |
| Total municipio        | 9 027            |

## Política
El gobierno del municipio de Santo Domingo Petapa es elegido mediante el principio de partidos políticos, como en la gran mayoría de los municipios de México. El gobierno le corresponde al ayuntamiento, conformado por el presidente municipal, un síndico y el cabildo integrado por tres regidores. Todos son elegidos mediante voto universal, directo y secreto para un periodo de tres años, que pueden ser renovables para un periodo adicional inmediato.

### Representación legislativa
Para la elección de diputados locales al Congreso de Oaxaca y de diputados federales a la Cámara de Diputados federal, el municipio de Santo Domingo Petapa se encuentra integrado en los siguientes distritos electorales:
Local:
- Distrito electoral local de 18 de Oaxaca, con cabecera en Santo Domingo Tehuantepec.[4]

Federal:
- Distrito electoral federal 7 de Oaxaca, con cabecera en Ciudad Ixtepec.[5]